# Turn Back Time (Sub Focus)
Turn Back Time is een nummer van de Britse dj Sub Focus uit 2014. Het is zesde single van zijn tweede studioalbum Torus.
Het nummer werd ingezongen door de Britse zangeres Yola, maar zij staat niet op de credits vermeld als zangeres. Ook bevat het nummer samples uit  "Brass Disk" van Duprée, en uit "Missing You" van Kim English. "Turn Back Time" gaat over nostalgie en spijt, verlangen naar het verleden en het verlangen om de tijd terug te draaien. Dit om fouten ongedaan te maken of gekoesterde momenten opnieuw te beleven. Het nummer werd een hit in het Verenigd Koninkrijk, waar het de 10e positie bereikte. In Nederland haalde de plaat geen hitlijsten, terwijl in Vlaanderen de 4e positie in de Tipparade werd gehaald.

## Tracklijst
- Muziekdownload

1. "Turn Back Time" (radioversie) - 3:30
2. "Turn Back Time" (Special Request remix) - 5:41
3. "Turn Back Time" (Metrik remix) - 4:14
4. "Turn Back Time" (Bro Safari & Etc! Etc! remix) - 4:09